# 扎米希納
50°12′29″N 25°21′14″E / 50.20806°N 25.35389°E
扎米希納（烏克蘭語：Заміщина），是烏克蘭西北部的村莊，隸屬里夫內州的杜布諾區。該村始建於1561年，面積0.54平方公里，海拔高度210米，2001年人口348，人口密度每平方公里644.4人。